# Skiareál Klínovec
Skiareál Klínovec je největší lyžařský areál v Krušných horách. Jeho nejvyšší bod se nachází na samém vrcholu Klínovce ve výšce 1 244 metrů nad mořskou hladinou.

## Historie
Počátky lyžování na Klínovci jsou již na začátku 20. století. Tehdy se ovšem nejednalo o sjezdové lyžování nebo o běžkování, ale o skoky na lyžích. Na vrcholku Klínovce se nacházely přírodní skokanské můstky, které využívali jak čeští skokané, tak skokané ze sousedního Německa. Zbytky skokanského můstku jsou na Klínovci viditelné do dneška.
Před druhou světovou válkou se na Klínovci začalo rozvíjet sjezdové lyžování. Rozšířením lesních cest vznikly první dvě sjezdovky se jmény „U Zabitýho“ a „Dámská“. Tato jména se ve Skiareálu Klínovec zachovala až do dnešní doby. Pořádaly se i první sjezdové soutěže. Po nástupu komunistické strany na konci 40. let se uzavřely hranice a klínovecký kopec se dostal do uzavřené hraniční oblasti. Na několik let proto jeho rozvoj skončil.
Nicméně v 60. letech se vstup do oblasti znovu povolil a byl postaven první vlek. Poté už rozvoj začal probíhat rychleji a stavěly se další vleky a sjezdovky a Klínovec se postupně stával vyhledávaným areálem pro všechny fanoušky zimních sportů.
V roce 1998 byla zahájena výstavba zasněžovacího systému, roku 2003 byl vybudován snowpark a U-rampa nejvyšší kategorie. V roce 2005 byla postavena fixní trojsedačka s rozběhovým pásem na sjezdovce "Dámská" a v roce 2011 byla postavena nová moderní odpojitelná čtyřsedačková lanovka s bublinami na sjezdovce "Centrální". Sjezdovka "Pařezovka" byla prodloužena na 1500 m. Postavena nová retenční nádrž a nakoupeno 60 sněhových děl a tyčí. Roku 2012 byla postavena nová moderní fixní čtyřsedačková lanovka "Přemostěná". Nakoupena sněhová děla a tyče. V roce 2014 byla postavena nová moderní odpojitelná čtyřsedačková lanovka s bublinami "Jáchymovská". Postavena nová, široká a zasněžovaná sjezdovka "Jáchymovská" a objezdy prudkých míst, ze kterých se v budoucnu stanou regulární sjezdovky. Postaveny retenční nádrže, nakoupena sněhová děla a tyče. Postaven nový areálek pro výuku dětí, který je vybaven dvěma posuvnými pásy.
V roce 2015 byla přidána možnost nákupu skipasu online. Postavena nová výkonná plně automatizovaná čerpací stanice s chlazením vody, pro severní stranu areálu. Nakoupeno 20 nových sněhových děl, tím se výkon zasněžování zvedl o cca 10% (celkem 22 děl a 125 tyčí). Zlepšeno propojení LD Centrální a LD Jáchymovská. Na mírný začátek sjezdovky "Jáchymovská" přidáno tažné lano.

## Areál dnes

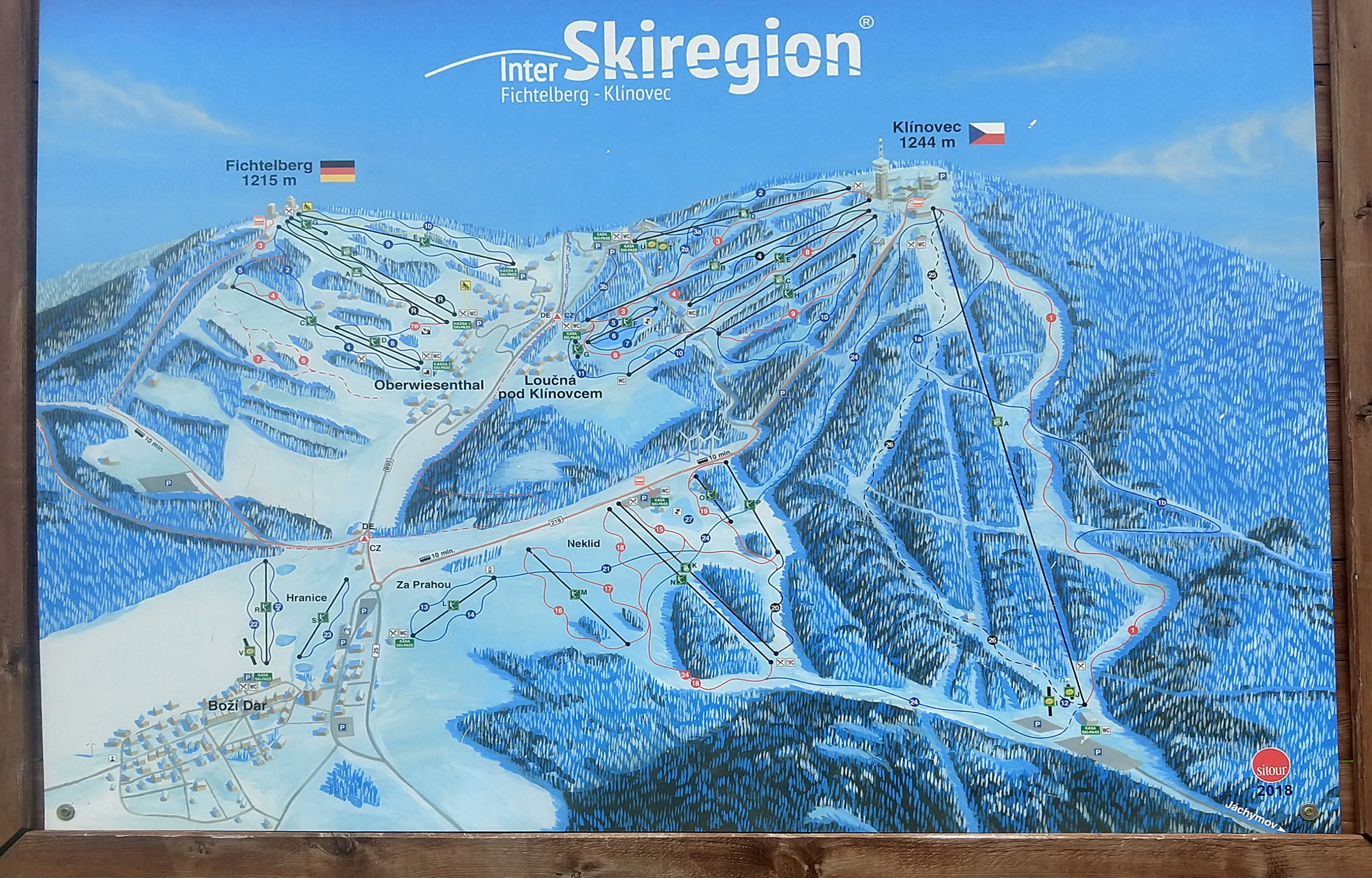
Mapa lyžařského střediska Klínovec

Skiareál lyžařům nabízí dvě černé sjezdovky, čtyři červené, pět modrých a několik spojovacích sjezdovek. Všechny sjezdovky jsou udržované a upravované, na většině je vybudován systém umělého zasněžování.
K dispozici jsou čtyři sedačkové lanovky, na sjezdovce „Pařezovka“ je páteřní moderní odpojitelná čtyřsedačková lanovka s oranžovými bublinami (2011), na sjezdovce "Jáchymovská" je moderní odpojitelná čtyřsedačková lanovka s oranžovými bublinami (2014), na sjezdovce "Přemostěná" je moderní fixní čtyřsedačka s rozběhovým pásem (2012) a na sjezdovce "Dámská" je použitá fixní trojsedačka s rozběhovým pásem (2005).k. Dále je v areálu k dispozici šest pom a tři posuvné pásy pro děti.[zdroj?]
Dále je na Klínovci přichystán snowpark. Jeho dominantou je velká U-rampa nejvyšší kategorie "Superpipe" (homologace FIS) která byla postavena[zdroj?] na mistrovství světa snowboardistů. K tomu jsou ještě k dispozici další skoky a atrakce.

## Budoucnost
Trojsedačka "Dámská" by se měla přesunout do miniareálu a měla by být nahrazena odpojitelnou lanovkou (pravděpodobně 6-CLB/B), tím by bylo v areálu již 5 lanovek. Další lanovky jsou plánovány v oblastech: Loučná - dolní stanice LD Přemostěná (LD Slunečná), Fluchosch - Klínovec (budoucí spojnice s areálem v Německu) a v oblasti Fuchsloch - Neklid (propojení s areálem Neklid). Po výstavbě těchto lanovek bude k dispozici na jeden skipas 50 km sjezdovek a areál bude největší v ČR.[zdroj?]
Dámská: Nová lanovka by měla vyrůst do tří let (2018).[zdroj?]
Miniareál: Přesunutí původní lanovky "Dámská" nejpozději o rok později (2019).[zdroj?]
Fuchsloch: Fuchsloch - Klínovec a Fuchsloch -  Kleine Fichtelberg do roku 2020.[zdroj?]

## InterSkiregion: Fichtelberg - Klínovec
Projekt přeshraniční spolupráce s německým areálem Fichtelberg. Společně tvoří druhou největší lyžařskou oblast v ČR (větší než Špindlerův mlýn[zdroj?]). Dohromady nabízí 33,5 km sjezdovek[zdroj?] (pro srovnání - Špindlerův mlýn má 24 km), sedm lanových drah pro veřejnost a jednu pro skokanské můstky a kvalitní zázemí.